# Maihueniopsis crassispina
Maihueniopsis crassispina ist eine Pflanzenart in der Gattung Maihueniopsis aus der Familie der Kakteengewächse (Cactaceae). Das Artepitheton crassispina leitet sich von den lateinischen Worten crassus für ‚dick‘ sowie -spinus für ‚-bedornt‘ ab und verweist auf die starke Bedornung der Art.

## Beschreibung
Maihueniopsis crassispina bildet große Polster mit Durchmessern von 30 bis 50 Zentimeter. Die kräftigen, nicht gehöckerten Triebabschnitte sind bis zu 7 Zentimeter lang und weisen Durchmesser von etwa 2,5 Zentimeter auf. Die bräunlich gelben Glochiden werden nur an den unteren Areolen ausgebildet. Die ein bis zwei aufrechten bis abstehenden, pfriemlichen, geraden, drehrunden Mitteldornen sind braun und bis zu 5 Zentimeter lang. Der einzelne abstehende Randdorn, der auch fehlen kann, ist bis zu 2 Zentimeter lang. Oft sind außerdem einige wenige Millimeter lange Borsten vorhanden.
Die goldgelben Blüten weisen eine Länge von bis zu 7 Zentimeter auf. Ihr Perikarpell ist mit bis zu 2 Zentimeter langen Dornen besetzt. Die kreiselförmigen Früchte tragen entlang ihres oberen Randes 1,5 bis 3 Zentimeter lang Dornen.

## Verbreitung und Systematik
Maihueniopsis crassispina ist in der chilenischen Region Atacama in der Provinz Huasco verbreitet.
Die Erstbeschreibung erfolgte 1980 durch Friedrich Ritter. Ein nomenklatorisches Synonym ist Opuntia crassispina (F.Ritter) D.R.Hunt (1997).

## Nachweise